# Becadell pintat australià
El becadell pintat australià (Rostratula australis) és una espècie d'ocell de la família dels rostratúlids (Rostratulidae) que habita bàsicament a l'est i sud-est d'Austràlia.